# Índice de Shannon
El índice de Shannon, de Shannon-Weaver o de Shannon-Wiener se usa en ecología u otras ciencias similares para medir la biodiversidad específica. Este índice se representa normalmente como H’ y se expresa con un número positivo, que en la mayoría de los ecosistemas naturales varía entre 0,5 y 5, aunque su valor normal está entre 2 y 3; valores inferiores a 2 se consideran bajos en diversidad y superiores a 3 son altos en diversidad de especies. No tiene límite superior o en todo caso lo da la base del logaritmo que se utilice. Los ecosistemas con mayores valores son los bosques tropicales y arrecifes de coral, y los menores las zonas desérticas. La ventaja de un índice de este tipo es que no es necesario identificar las especies presentes; basta con poder distinguir unas de otras para realizar el recuento de individuos de cada una de ellas y el recuento total.
La fórmula del índice de Shannon es la siguiente:

{\displaystyle H^{\prime }=-\sum _{i=1}^{S}p_{i}\ln p_{i}}
donde:
- {\displaystyle S} – número de especies (la riqueza de especies)
- {\displaystyle p_{i}} – proporción de individuos de la especie i respecto al total de individuos (es decir la abundancia relativa de la especie i): {\displaystyle n_{i} \over N}
- {\displaystyle n_{i}} – número de individuos de la especie i
- {\displaystyle N} – número de todos los individuos de todas las especies

De esta forma, el índice contempla la cantidad de especies presentes en el área de estudio (riqueza de especies), y la cantidad relativa de individuos de cada una de esas especies (abundancia)